# Pierre Aubert
Pierre Aubert (La Chaux-de-Fonds, 3 marzo 1927 – 8 giugno 2016) è stato un politico svizzero nelle file del Partito Socialista Svizzero, consigliere federale dal 1978 al 1987 e Presidente della Confederazione svizzera nel 1983 e nel 1987.

## Biografia

### Carriera
Aubert ha studiato giurisprudenza all'Università di Neuchâtel, è stato membro della sezione locale dello Zofingerverein svizzero e si è laureato ottenendo la licenza. Dal 1952 al 1977 è stato avvocato indipendente. Negli anni dal 1971 al 1977 è stato Presidente del Consiglio dell'Università di Neuchâtel.
Aubert apparteneva al Partito Social Democratico (SP). I suoi uffici politici furono al Gran Consiglio di Neuchâtel (Parlamento cantonale) dal 1961 al 1975 e al Consiglio degli Stati dal 1971 al 1977. Nel 1969 fu presidente cantonale e dal 1974 al 1977 delegato al Consiglio d'Europa a Strasburgo.
Aubert è stato eletto al Consiglio federal il 7 dicembre 1977. Il 31 dicembre 1987, si è dimesso. Durante il suo mandato, ha diretto al Dipartimento federale degli affari esteri. È stato presidente federale nel 1983 e nel 1987 e vicepresidente nel 1982 e nel 1986.

### Famiglia
È il suocero dell'ambasciatore Armin Ritz e il cugino del costituzionalista Jean-François Aubert. Sua moglie Annelise è morta nel 2006.